# Ruthenia

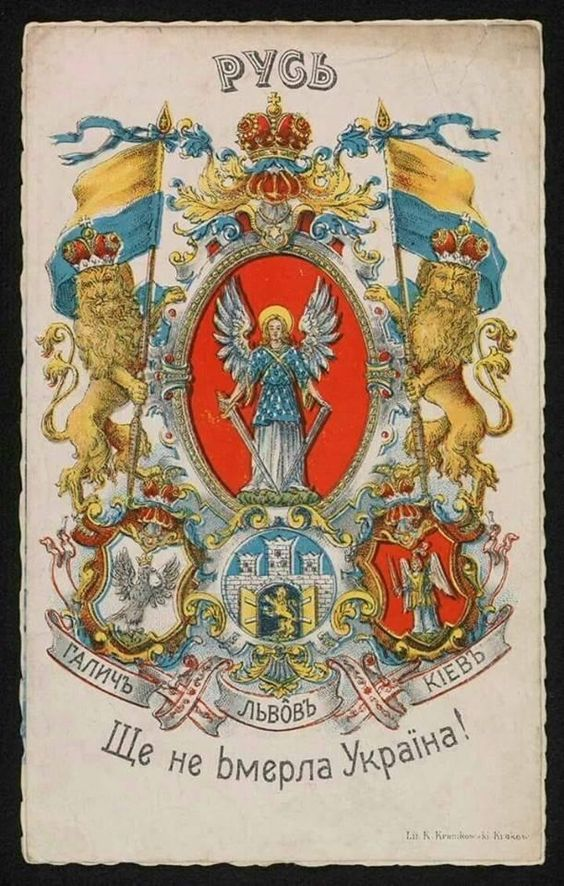
Bưu chính năm 1907 của họa sĩ Ba Lan Kajetan Saryusz-Wolski mô tả các biểu tượng quốc gia của Ruthenia:
1. Tổng lãnh thiên thần Micae, thánh bảo trợ của Kyiv và Ukraina Dnepr.
2. Sư tử Ruthenia, biểu tượng của Tây Ukraina.
3. Vàng và lam, màu quốc gia được sử dụng từ Mùa xuân của các dân tộc 1848.
4. Huy hiệu của Halych, Lviv và Kyiv.
5. Khẩu hiệu: Ukraina chưa diệt vong!

Ruthenia là một ngoại danh, ban đầu được sử dụng trong tiếng Latinh Trung đại với nghĩa là một trong vài thuật ngữ để chỉ Kiev Rus', Vương quốc Galicia-Volyn, hoặc ám chỉ nước Nga hoặc những người thuộc Nga, và sau đó là chỉ các khu vực cư dân Đông Slav và Chính thống giáo Đông phương của Đại công quốc Litva và Vương quốc Ba Lan, tức là tương ứng với Belarus và Ukraina hiện nay.
Trong thời kỳ cận đại, thuật ngữ Ruthenia bắt đầu chủ yếu được liên kết với các vùng đất Ruthenia của Vương quốc Ba Lan và Quốc gia hetman Cossack. Bohdan Khmelnytsky tuyên bố mình là người cai trị "nhà nước Ruthenia" trước đại diện của Ba Lan là Adam Kysil vào tháng 2 năm 1649. Đại thân vương quốc Ruthenia là tên dự định của Quốc gia hetman Cossack nếu được hợp nhất thành Thịnh vượng chung Ba Lan–Litva–Ruthenia.
Các vùng đất sinh sống của người Ukraina (Ruthenia) thuộc Vương quốc Galicia và Lodomeria (1772–1918), tương ứng với một phần của Tây Ukraina, được các quan chức Áo gọi là Ruthenia. Hiện tại, do bản sắc dân tộc Ukraina chi phối hầu hết các vùng của Ruthenia trước đây, thuật ngữ Slav ("người Rusyn") chủ yếu được sử dụng trong một thiểu số cư dân tại khu vực dãy núi Karpat thuộc Ukraina, Ba Lan và Slovakia.

## Từ nguyên
Từ Ruthenia có nguồn gốc là một định danh tiếng Latinh của khu vực có cư dân ban đầu tự gọi họ là Rus'. Trong thời Trung cổ, các nhà văn viết bằng tiếng Anh và các ngôn ngữ Tây Âu khác áp dụng thuật ngữ này cho những vùng đất người Đông Slav sinh sống.
Bản thân nước Nga (Rossiya) được gọi là Đại Ruthenia hoặc Bạch Ruthenia cho đến cuối thế kỷ 17.
"Rusia hay Ruthenia" xuất hiện trong chuyên luận tiếng Latinh năm 1520 Mores, leges et ritus omnium gentium, per Ioannem Boëmum, Aubanum, Teutonicum ex multis clarissimis rerum scriptoribus collecti của Johann Boemus. Trong chương De Rusia sive Ruthenia, et recentibus Rusianorum moribus ("Về Rus', hay Ruthenia, và phong tục hiện nay của Rus'"), Boemus kể về một quốc gia trải rộng từ biển Baltic đến biển Caspi và từ sông Don đến đại dương phương bắc. Nơi đây là một nguồn cung cấp sáp ong, các khu rừng có nhiều loài động vật mang bộ lông có giá trị, và thành phố thủ đô Moskva (Moscovia), đặt theo tên sông Moskva (Moscum amnem), có chu vi 14 mi.
Nhà ngoại giao Đan Mạch Jacob Ulfeldt, người từng tới Nga vào năm 1578 để gặp Sa hoàng Ivan IV, có cuốn hồi ký được xuất bản năm 1608 sau khi ông qua đời Hodoeporicon Ruthenicum
("Chuyến du hành đến Ruthenia").

## Sơ kỳ Trung cổ

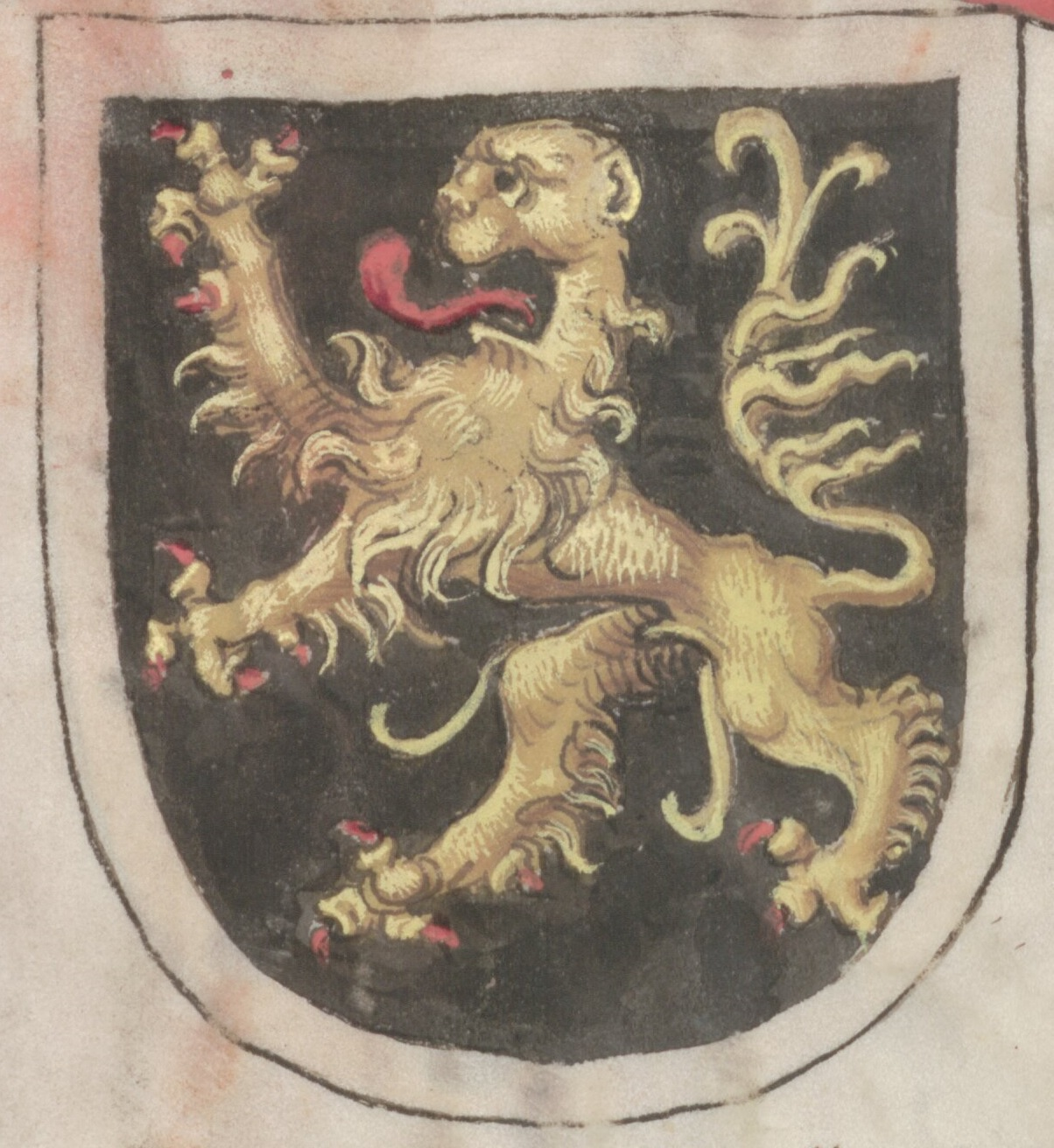
Sư tử Ruthenia được sử dụng làm huy hiệu đại diện của Ruthenia trong Công đồng Constance vào thế kỷ 15

Các bản thảo châu Âu có niên đại từ thế kỷ 11 đã sử dụng tên Ruthenia để mô tả Rus', là khu vực rộng lớn do người Rus' thời kỳ đầu từng chiếm đóng (thường được gọi là Kiev Rus'). Thuật ngữ này cũng được sử dụng để chỉ những người Slav trên đảo Rügen hoặc những người Slav Baltic khác, những người được các nhà biên niên sử thế kỷ 12 miêu tả là những tên cướp biển hung dữ ngoại đạo—mặc dù Kiev Rus' đã cải đạo sang Cơ đốc giáo vào thế kỷ 10. Con gái của Rutenorum rex Vsevolod I của Kiev là Eupraxia kết hôn với Hoàng đế La Mã Thần thánh Heinrich IV vào năm 1089.

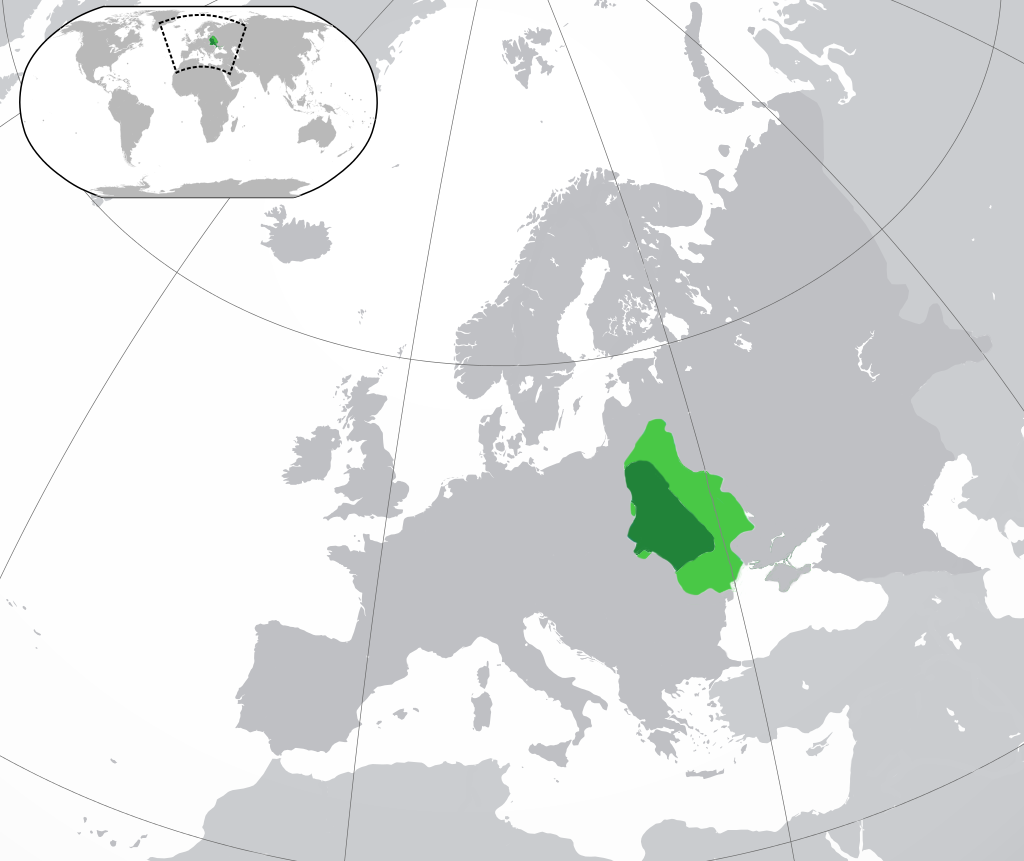
Vương quốc Galicia-Volyn (thế kỷ 13-14)

Sau khi người Mông Cổ chiếm lĩnh một cách tàn khốc phần đất chính của Ruthenia bắt đầu từ thế kỷ 13, các thân vương quốc phía tây của Ruthenia được sát nhập vào Đại công quốc Litva, sau đó nhà nước này được gọi là Đại công quốc Litva và Ruthenia. Vương quốc Ba Lan cũng lấy tước hiệu Quốc vương Ruthenia khi họ sáp nhập Galicia. Những tước hiệu này được hợp nhất khi Thịnh vượng chung Ba Lan-Litva được thành lập. Một phần nhỏ của Rus' (Ngoại Karpat, hiện nay chủ yếu là một phần của tỉnh Zakarpattia thuộc Ukraina), trở thành lãnh địa thuộc của Vương quốc Hungary vào thế kỷ 11. Các quốc vương của Hungary tiếp tục sử dụng tước hiệu "Quốc vương Galicia và Lodomeria" đến năm 1918.

## Hậu kỳ Trung cổ
Đến thế kỷ 15, Công quốc Moskva đã thiết lập chủ quyền đối với một phần lớn lãnh thổ của Ruthenia và bắt đầu chiến đấu với Litva trên những vùng đất còn lại của Ruthenia. Năm 1547, Công quốc Moskva lấy hiệu Đại công quốc Moskva và Sa quốc của Toàn Rus và yêu sách chủ quyền đối với "toàn Rus'" — các động thái này không được nước láng giềng Ba Lan công nhận. Cư dân Moskva theo Chính thống giáo Đông phương và ưa thích sử dụng từ chuyển tự tiếng Hy Lạp Rossiya (Ῥωσία) hơn là tiếng Latinh "Ruthenia".

Tỉnh Ruthenia của Ba Lan-Litva (thế kỷ 14-18)

Vào thế kỷ 14, các lãnh thổ phía nam của Rus', bao gồm các thân vương quốc Galicia–Volyn và Kiev, trở thành một phần của Đại công quốc Litva, đến năm 1384 thì hợp nhất với Ba Lan trong một liên minh mà sau này trở thành Thịnh vượng chung Ba Lan–Litva vào năm 1569. Do Ba Lan-Litva sử dụng chữ Latinh thay vì chữ Kirin, khu vực thường được ghi bằng tên Latinh Ruthenia. Các cách viết khác cũng được sử dụng trong tiếng Latinh, tiếng Anh và các ngôn ngữ khác trong thời kỳ này. Đồng thời, tỉnh Ruthenia được thành lập trên lãnh thổ Galicia-Volyn và tồn tại cho đến thế kỷ 18.
Những lãnh thổ phía nam này bao gồm::
- Galicia–Volyn hay Thân vương quốc Galicia–Volyn (tiếng Ukraina: Галич-Волинь, đã Latinh hoá: Halych-Volyn hay Галицько-Волинське королівство, Halytsko-Volynske korolivstvo; tiếng Ba Lan: Ruś Halicko-Wołyńska hay Księstwo halicko-wołyńskie)
- Galicia (tiếng Ukraina: Галич, đã Latinh hoá: Halych or Галицько-Волинська Русь, Halytsko-Volynska Rus; tiếng Ba Lan: Ruś Halicka)
- Ruthenia Trắng, (nay là phần phía đông của Belarus; tiếng Belarus: Белая Русь, đã Latinh hoá: Belaia Rus; tiếng Ba Lan: Ruś Biała)
- Ruthenia Đen (nay là phần phía tây của Belarus; tiếng Belarus: Чорная Русь, đã Latinh hoá: Chornaia Rus tiếng Ba Lan: Ruś Czarna)
- Galicia, hay Ruthenia Đỏ, nay là phần phía tây của Ukraina và phần đông nam của Ba Lan; tiếng Ukraina: Червона Русь, đã Latinh hoá: Chervona Rus; tiếng Ba Lan: Ruś Czerwona)
- Ruthenia Karpat (tiếng Ukraina: Карпатська Русь, đã Latinh hoá: Karpatska Rus; tiếng Ba Lan: Ruś Podkarpacka, n.đ. 'Ruthenia cận Karpat')

Nước Nga Sa hoàng được gọi chính thức là Velikoye Knyazhestvo Moskovskoye (Великое Княжество Московское), Đại công quốc Moskva, cho đến năm 1547, nhưng Ivan III (1440–1505, trị. 1462–1505) trước đó đã mang tước hiệu "Đại Sa hoàng của Toàn Nga".

## Hiện đại

### Ukraina
Việc sử dụng thuật ngữ Rus/Russia trên các vùng đất của Rus' tồn tại lâu dài hơn tên gọi được người Ukraina sử dụng để chỉ Ukraina. Khi chế độ quân chủ Áo biến nhà nước chư hầu Galicia–Lodomeria thành một tỉnh vào năm 1772, các quan chức Habsburg nhận ra rằng người Đông Slav địa phương khác biệt với cả người Ba Lan và người Nga và vẫn tự gọi mình là Rus. Điều này tồn tại cho đến khi đế quốc sụp đổ vào năm 1918.
Trong những năm 1880 đến thập kỷ đầu tiên của thế kỷ 20, sự phổ biến của tên dân tộc Ukraina lan rộng, và thuật ngữ Ukraina trở thành từ thay thế cho Malaya Rus' trong cộng đồng người Ukraina của đế quốc. Theo dòng thời gian, thuật ngữ Rus trở nên hạn chế ở các khu vực phía tây của Ukraina ngày nay (Galicia/Halych, Ruthenia Karpat), một khu vực mà chủ nghĩa dân tộc Ukraina cạnh tranh với hệ tư tưởng thân Nga Galicia. Đến đầu thế kỷ 20, thuật ngữ Ukraina hầu như đã thay thế Malorussia (Tiểu Nga) ở những vùng đất đó, và đến giữa những năm 1920 ở cộng đồng người Ukraina hải ngoại ở Bắc Mỹ cũng vậy.
Rusyn (người Ruthenia) là một tên tự nhận dạng chính thức của cư dân Rus' ở Ba Lan (và cả ở Tiệp Khắc). Cho đến năm 1939, đối với nhiều người Ruthenia và người Ba Lan, từ Ukrainiec (người Ukraina) có nghĩa là một người tham gia hoặc thân thiện với một phong trào dân tộc chủ nghĩa.

### Ruthenia hiện tại

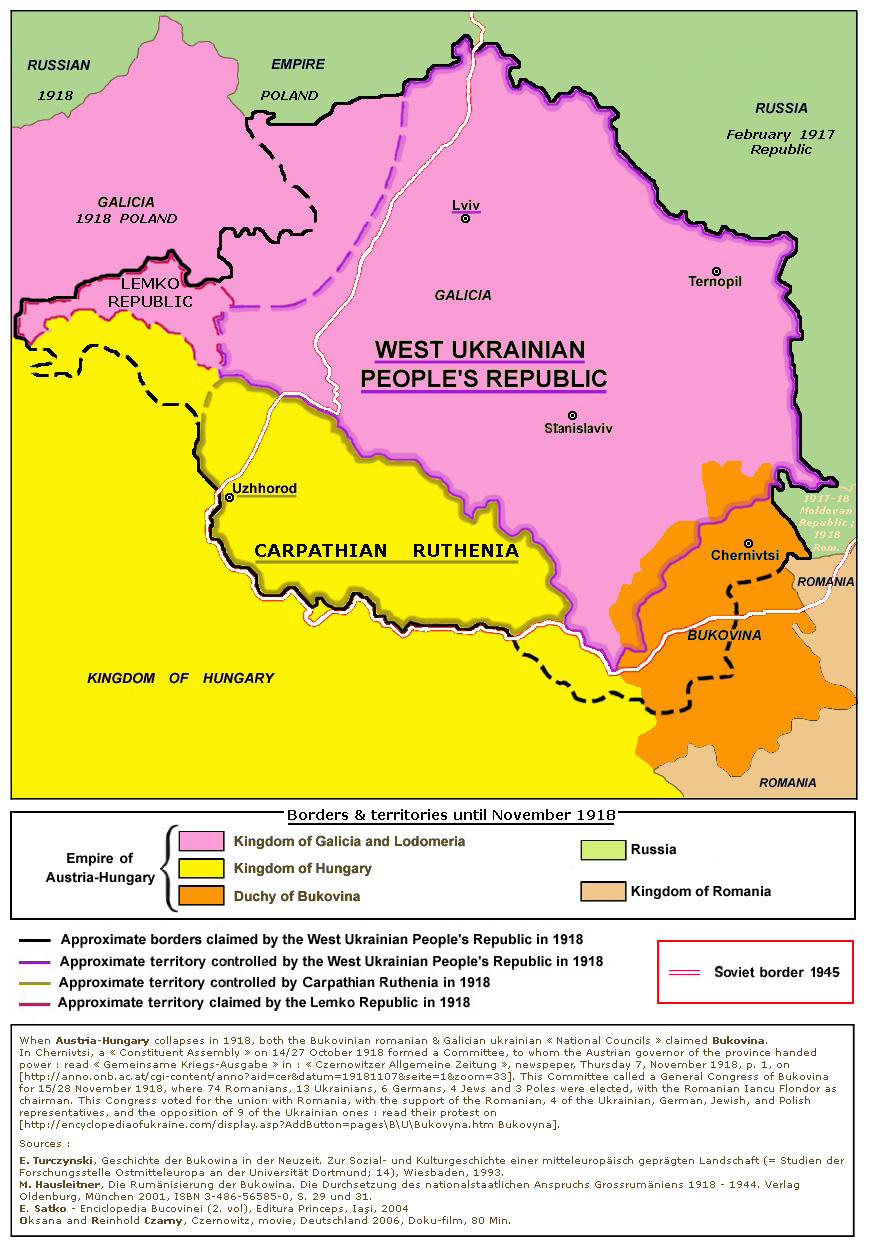
Bản đồ các khu vực do Ruthenia Karpat, Cộng hòa Lemko và Cộng hòa Nhân dân Tây Ukraina tuyên bố chủ quyền và kiểm soát vào năm 1918

Ruthenia cận Karpat tự trị và Karpat-Ukraina độc lập 1938–1939.

Sau năm 1918, cái tên Ruthenia bị thu hẹp phạm vi vào khu vực phía nam Dãy núi Karpat của Vương quốc Hungary, còn được gọi là Ruthenia cận Karpat (tiếng Ukraina: карпатська Русь, đã Latinh hoá: karpatska Rus, bao gồm các thành phố Mukachevo, Uzhhorod và Prešov) và cư dân là người Karpat-Ruthenia, một nhóm người vùng cao Đông Slav. Trong khi người Ruthenia Galicia tự nhìn nhận mình là người Ukraina, thì người Karpat-Ruthenia là những người Đông Slav cuối cùng còn giữ cái tên lịch sử (Ruthen là một thuật ngữ Latinh của tiếng Slav rusyn). Ngày nay, thuật ngữ Rusyn được sử dụng để mô tả sắc tộc và ngôn ngữ của người Ruthenia, những người không bị bắt buộc phải chấp nhận bản sắc dân tộc Ukraina.
Ruthenia Karpat (tiếng Hungary: Kárpátalja, tiếng Ukraina: Закарпаття, đã Latinh hoá: Zakarpattia) trở thành một phần của Vương quốc Hungary mới thành lập vào năm 1000. Vào tháng 5 năm 1919, khu vực được sáp nhập vào nhà nước Tiệp Khắc lâm thời với quyền tự trị trên danh nghĩa, có tên gọi Rus' cận Karpat. Kể từ đó, người Ruthenia được chia thành ba khuynh hướng: thân Nga là những người coi người Ruthenia là một phần của dân tộc Nga; thân Ukraina là những người giống như đồng bào Galicia của họ bên kia dãy núi Karpat khi coi người Ruthenia là một phần của dân tộc Ukraina; và thân Ruthenia là những người tuyên bố rằng người Karpat-Ruthenia là một dân tộc riêng biệt và họ muốn phát triển ngôn ngữ và văn hóa Rusyn bản địa.
Vào năm 1938, trong động thái được báo chí Pháp và Tây Ban Nha xác định là Đức Quốc Xã "gây rối", đã có những lời kêu gọi trên báo chí Đức về nền độc lập của một Ukraina rộng lớn, bao gồm Ruthenia, một phần của Hungary, Đông Nam Ba Lan bao gồm cả Lviv, Krym và Ukraina bao gồm Kyiv và Kharkiv.
Vào ngày 15 tháng 3 năm 1939, chủ tịch phái thân Ukraina của Karpat-Ruthenia là Avhustyn Voloshyn tuyên bố độc lập với tên gọi Karpat-Ukraina. Cùng ngày, quân chính quy của Hungary đã chiếm đóng và sáp nhập khu vực này. Năm 1944, Quân đội Liên Xô chiếm đóng lãnh thổ này và năm 1945 đã sáp nhập nó vào Cộng hòa Xã hội chủ nghĩa Xô viết Ukraina. Người Rusyn không phải là một nhóm dân tộc được công nhận chính thức tại Liên Xô, vì chính phủ Liên Xô coi họ là người Ukraina.
Ngày nay, chính phủ Ukraina và một số chính trị gia Ukraina hiện đại tuyên bố rằng người Rusyn là một phần của dân tộc Ukraina. Một số người dân ở tỉnh Zakarpattia của Ukraina tự coi mình là người Rusyn (người Ruthenia), tuy nhiên họ vẫn là một phần của bản sắc dân tộc Ukraina.
Một nhóm thiểu số Rusyn vẫn còn sau Thế chiến II ở miền đông Tiệp Khắc (nay là Slovakia). Theo các nhà phê bình, người Ruthenia tại đó nhanh chóng bị Slovak hóa. Năm 1995, chữ viết Ruthenia được chuẩn hóa.

## Ruthenium
Nhà tự nhiên học và hóa học người Đức Baltic Karl Ernst Claus là thành viên của Viện Hàn lâm Khoa học Nga, sinh năm 1796 tại Dorpat (Tartu) thuộc tỉnh Livonia của Đế quốc Nga, nay thuộc Estonia. Năm 1844, ông đã tách được nguyên tố ruthenium từ quặng bạch kim được tìm thấy ở dãy núi Ural và đặt tên nó theo tên Ruthenia, vốn có nghĩa là tên tiếng Latinh của nước Nga.